# Nina Dumbadze
Nina Jakowlewna Dumbadze, później Diaczkowa (gruz. ნინო დიაჩკოვი, ros. Нина Яковлевна Думбадзе; ur. 23 maja 1919 w Odessie, zm. 14 kwietnia 1983 w Tbilisi) – radziecka lekkoatletka, dyskobolka, mistrzyni Europy i medalistka olimpijska, rekordzistka świata. 
Dumbadze siedmiokrotnie poprawiała rekord świata w rzucie dyskiem: z 49,11 m w 1939 do 57,04 m w 1952. Ten ostatni rekord utrzymał się przez 8 lat, dopóki nie pobiła go Tamara Press.
Dwukrotnie zdobywała tytuł mistrzyni Europy: w 1946 i w 1950. W 1952 na igrzyskach olimpijskich w Helsinkach zdobyła brązowy medal, przegrywając ze swoimi rodaczkami Romaszkową i Bagriancewą.
Była mistrzynią ZSRR w latach 1939, 1943, 1944 i 1946–1950.
Jej syn Jurij Diaczkow uczstniczył w igrzyskach olimpijskich w 1960 w Rzymie w dziesięcioboju.